# Johnny Lewis
Jonathan Kendrick Lewis (ur. 29 października 1983 w Los Angeles, zm. 26 września 2012 tamże) – amerykański aktor.
Po urazie głowy doznanym w wypadku motocyklowym w 2011, Lewis był aresztowany trzykrotnie w latach 2011–2012. 26 września 2012, zaledwie pięć dni po opuszczeniu więzienia, doświadczył załamania nerwowego, uzbrojony w młotek zatłukł na śmierć kota, a potem właścicielkę przybytku, po czym spadł z dachu domu, w którym wynajmował mieszkanie. W wyniku tego upadku poniósł śmierć.

## Filmografia

### Filmy
- 2004: Szansa na sukces (Raise Your Voice) jako Engelbert „Kiwi” Wilson
- 2005: Tajniak z klasą (Underclassman) jako Alexander Jeffries
- 2005: Kochaj i mścij się (Pretty Persuasion) jako Warren Prescott
- 2007: Obcy kontra Predator 2 (Aliens vs Predator: Requiem) jako Ricky Howard
- 2008: Skazaniec (Felon) jako Jake „Śnieżek”
- 2008: Nieodebrane połączenie (One Missed Call) jako Brian Sousa
- 2010: The Runaways: Prawdziwa historia jako Scottie

### Seriale
- 2000: Siódme niebo (7th Heaven) jako Norton
- 2000: Zwariowany świat Malcolma (Malcolm in the Middle) jako kadet Martin
- 2001: Potyczki Amy (Judging Amy) jako Desmond
- 2001–2003: Boston Public jako Bodhi
- 2002: Tak, kochanie (Yes, Dear) jako Ricky
- 2003–2004: American Dreams jako Lenny
- 2004: Drake i Josh (Drake & Josh) jako Scottie
- 2004–2005: Pięcioraczki (Quintuplets) jako Pearce Chase
- 2005–2006: Życie na fali (The O.C.) jako Dennis „Chili” Childress
- 2005: Tajemnice Smallville (Smallville) jako Gabriel Duncan
- 2006: CSI: Kryminalne zagadki Las Vegas (CSI: Crime Scene Investigation) jako Tad Sidley
- 2007: Kości (Bones) jako Enzo Falcinella
- 2007: Shark jako Michael Hackford
- 2008: Dowody zbrodni (Cold Case) jako Truitt „Pająk” Leland '98
- 2008–2009: Synowie Anarchii (Sons of Anarchy) jako Kip „Half Sack” Epps
- 2009: Zabójcze umysły (Criminal Minds) jako Eric Ryan Olson